# Église Saint-Jean-Baptiste-sur-Opoki
L'église Saint-Jean-Baptiste-sur-Opoki (en russe : Церковь Иоанна Предтечи на Опоках) est située dans la Cour de Iarsolav à Veliki Novgorod. Elle est voisine vers l'ouest de l'église Saint-Georges-du-marché. Elle est dédiée à saint Jean-Baptiste.

## Historique
Édifiée en 1127 par le prince Vsevolod de Pskov, Prince de Novgorod, elle est transférée en 1130 par une charte particulière à la guilde des marchands du nom de Cent d'Ivanov spécialisée dans le commerce de la cire et du miel.
La guilde des marchands du nom de « Ivanovskoe Sto » (Cent d'Ivanov) se compose de la plupart des riches marchands de Novgorod. Ce sont des marchands qui ont apporté 50 grivnas d'argent. On leur donne le titre de « pochlik » (c'est-à-dire de membre effectif, complet) qui est héréditaire et auquel sont associés des droits et des avantages particuliers. Auprès de l'église dont le nom devient d'Ivan sur Opoki existe un tribunal commercial présidé par un tysiatski (chef dirigeant mille hommes) et composé de trois chefs boyards ainsi que de deux marchands. Il juge de tous les litiges commerciaux. Dans l'église sont conservés tous les étalons de mesure officiels, comme le « lokot » pour la longueur des tissus, le « rouble grivenka » pour la mesure de poids des métaux précieux, de même le poud pour peser la cire et le miel.
En 1453, l'archevêque de Novgorod Euthyme II, fait détruire l'ancien édifice et construire une nouvelle église. À cette fin les fondations de l'ancien édifice sont conservées comme base. L'aspect architectural du bâtiment primitif est également repris. Cette église, malgré sa grande taille, dispose d'une coupole.
En 1934 le clocher attenant est détruit. Pendant la Seconde Guerre mondiale l'église a beaucoup souffert. Le tambour, la coupole ont été entièrement détruits. Des bombes ont creusé des trous dans les murs et dans l'abside nord. Au milieu des années 1950 elle a été restaurée. .